# James Hadley Chase
James Hadley Chase, pseudonimo di René Lodge Brabazon Raymond (Londra, 24 dicembre 1906 – Corsier-sur-Vevey, 6 febbraio 1985), è stato uno scrittore britannico.
Ha scritto anche con vari pseudonimi tra cui James L. Docherty, Ambrose Grant e Raymond Marshall.
È stato uno dei più noti scrittori di thriller: la sua produzione come Chase, che comprende 90 titoli, gli guadagnò la reputazione di re degli scrittori di thriller in Europa. Fu anche uno degli scrittori di best seller più noti a livello internazionale e una cinquantina dei suoi libri sono stati trasposti in film.

## Biografia
Commesso di libreria, venditore di enciclopedie per ragazzi, grossista di libri, Chase decise di diventare scrittore dopo avere letto Il postino suona sempre due volte, aiutandosi inizialmente con guide turistiche delle località statunitensi in cui voleva ambientare le sue vicende "hard boiled" e con alcuni dizionarietti di "gergo yankee".
Chase era intimo amico di Graham Greene, che nel 1946 gli aveva pubblicato Il mio nome è mitraglia (More Deadly Than the Male, firmato come Ambrose Grant nella prima edizione) in una collana da lui diretta per la casa editrice Bloomsbury, e del quale è stato a lungo vicino di casa, soprattutto dopo il trasferimento di entrambi in Svizzera.
Chase e Greene avevano lavorato entrambi per il Secret Intelligence Service, e la loro amicizia è rimasta un segreto fino alla morte di entrambi, quando nell'archivio privato di Chase, conservato in una banca svizzera, è stato scoperto un cospicuo carteggio intercorso nei decenni tra i due.

## Opere
Serie del capitano Frank Terrell
- 1964 Il tarlo del sospetto (The soft centre) Il Giallo Mondadori n. 821, 1964
- 1965 Massacro a Paradise City (The way the cookie crumbles) I Libri Neri Mondadori n. 23, 1966
- 1967 O.K. bellezza (Well now, my pretty) Il Giallo Mondadori n. 988, 1968
- 1968 Undicesimo: non vivere (Believed violent) Segretissimo Mondadori n. 264, 1968. I Capolavori di Segretissimo n. 65, 1980
- 1970 La morte fa l'autostop (There's a hippie on the highway) Il Giallo Mondadori n. 1125, 1970

Altri romanzi
- 1939 Niente orchidee per Miss Blandish (No Orchids for Miss Blandish) Pubblicato in Italia nel 1950 da B. Tedeschi Istituto Editoriale Italiano e nel 1962 nella collana I Capolavori dei Gialli Mondadori con il numero 206
- 1939 Sciacalli si muore (The Dead Stay Dumb) I Neri Mondadori n. 17, 1965
- 1939 La strage dei potenti (He Won't Need It Now, apparso in origine sotto lo pseudonimo di "James L. Docherty"[4]) Il Giallo Mondadori n. 916, 1966
- 1940 Sul mio cadavere (Lady Here's Your Wreath, apparso in origine sotto lo pseudonimo di "Raymond Marshall"[5]) Il Giallo Mondadori n. 695, 1962
- 1940 Piombo e tritolo (Twelve Chinks and a Woman, titoli alternativi: Twelve Chinamen and a Woman e The Doll's Bad News) Il Giallo Mondadori n. 962, 1967
- 1941 Get a Load of This, antologia di 14 racconti
  - Colpo su colpo, 6 racconti, Feltrinelli, 1991
  - In giro di notte, 8 racconti, Feltrinelli, 1993
- 1941 La tratta delle bianche (Miss Callaghan Comes to Grief) Il Giallo Mondadori Extra n. 27, 2017
- 1944 Spara per primo (Just the way it is) Il Giallo Mondadori n. 583, 1960
- 1945 Femmine al laccio (Blonde's requiem) Il Giallo Mondadori n. 542, 1959
- 1945 Eva (Eve) Feltrinelli, collana I Canguri, 1990
- 1946 Il cadavere non ha pace (Make the corpse walk) Il Giallo Mondadori n. 713, 1962
- 1946 Il mio nome è mitraglia (More deadly than the male) Il Giallo Mondadori n. 904, 1966 - Ripubblicato da Giunti nel 2013 con il titolo Sogno criminale e nuova traduzione
- 1946 Bara per due (I'll get you for this) Il Giallo Mondadori n. 499, 1958
- 1947 A ciascuno il suo capestro (No business of mine) Il Giallo Mondadori n. 896, 1966
- 1948 Pendaglio da forca (Trusted like a fox) I Neri Mondadori n. 13, 1965
- 1948 La carne dell'orchidea (The Flesh of the Orchid) I Neri Mondadori n. 21, 1966
- 1949 Il prezzo del silenzio (The paw in the bottle) Il Giallo Mondadori n. 609, 1960
- 1949 In nome della violenza (You never know with women), I Neri Mondadori n. 1, 1964
- 1949 Tiro al bersaglio (You're Lonely When You're Dead) I Gialli del Secolo Casini n. 52, 1953. I Capolavori dei Gialli Mondadori n. 86, 1961 (con il titolo Boomerang calibro 45)
- 1950 Requiem per un traditore (Mallory) Segretissimo Mondadori n. 75, 1965
- 1950 Droghe topi e denaro (Figure it out for yourself), I Gialli del Secolo Casini n. 27, 1952. I Capolavori dei Gialli Mondadori n. 179, 1961 (con il titolo Marijuana)
- 1950 Il segreto dei Crosby (Lay her among the lilies) I Gialli del Secolo Casini n. 11, 1952. I Capolavori dei Gialli Mondadori n. 228, 1963 (con il titolo Incendio a bordo)
- 1951 Canaglia cercasi (In a vain shadow) I Neri Mondadori n. 4, 1964
- 1951 Pioggia di dollari (Stricly for cash) I Gialli del Secolo Casini n. 39, 1952
- 1951 Ma ho vissuto troppo poco (But a short time to live) I Libri Neri Mondadori n. 5, 1961
- 1951 Guerra di ombre (Why pick on me ?) Segretissimo Mondadori n. 3, 1961
- 1951 Furto con scasso (The fast buck) I Gialli del Secolo Casini n. 58, 1953. I Capolavori dei Gialli Mondadori n. 170, 1961 (con il titolo Vent'anni di galera)
- 1952 Patto di morte (The wary transgressor) Il Giallo Mondadori n. 1017, 1968. Feltrinelli, collana I Canguri, 1992 (con il titolo Inutile prudenza)
- 1952 L'assicurazione è chiamata a pagare (The double shuffle) I Gialli del Secolo Casini n. 30, 1952. I Classici del Giallo Mondadori n. 295, 1978
- 1952 Il boia di New York (This Way for a Shroud) I Gialli del Secolo Casini n. 96, 1953. I Classici del Giallo Mondadori n. 352, 1980
- 1953 Colpa d'amore (The Things Men Do) Serie Gialla Garzanti n. 30, 1954 (l'unico pubblicato in Italia con lo pseudonimo Raymond Marshall)
- 1953 Lasciatemi in pace (I'll bury my dead) I Gialli del Secolo Casini n. 79, 1953. I Classici del Giallo Mondadori n. 404, 1982 (con il titolo Seppellirò il mio morto)
- 1954 Il muro del silenzio (Mission to Venice) Segretissimo Mondadori n. 38, 1963
- 1954 La tigre per la coda (Tiger by the Tail) I Gialli del Secolo Casini n. 126, 1954. I Classici del Giallo Mondadori n. 393, 1980
- 1954 Colpo a freddo (The Sucker Punch) Il Giallo Mondadori n. 600, 1960. I Classici del Giallo Mondadori n. 117, 1971
- 1954 Meglio morto che vivo (Safer dead) I Gialli del Secolo Casini n. 169, 1955.  I Classici del Giallo Mondadori n. 348, 1980
- 1955 L'hai voluto tu (You've got it coming) I Gialli del Secolo Casini n. 209, 1956. I Classici del Giallo Mondadori n. 329, 1979
- 1956 Ogni cosa ha il suo prezzo (There's always a price tag) I Gialli del Secolo Casini n. 234, 1956. I Classici del Giallo Mondadori n. 14, 1967
- 1956 Sei tu che pagherai (You find him - I'll fix him) I Gialli del Secolo Casini n. 301, 1958. Il Giallo Mondadori n. 939, 1967 (con il titolo Trovalo tu, che lo sistemo io)
- 1957 I colpevoli hanno paura (The Guilty Are Afraid) Il Giallo Mondadori n. 476, 1958, I Capolavori dei Gialli Mondadori n. 305, 1966
- 1958 Furia omicida (Not Safe to Be Free) Il Giallo Mondadori n. 976, 1967
- 1958 Una spina nel cervello (Hit And Run) Il Giallo Mondadori n. 523, 1959
- 1959 Elettroshock (Shock Treatment) Il Giallo Mondadori n. 1057, 1969
- 1959 Il mondo in tasca (The world in my pocket) Il Giallo Mondadori n. 587, 1960
- 1960 L'ora della verità (What's Better Than Money?) Il Giallo Mondadori n. 700, 1962.
- 1960 Carogne si nasce (Come Easy - Go Easy) Il Giallo Mondadori n. 776, 1963
- 1961 Crisantemi per Miss Quon (A lotus for Miss Quon) Il Giallo Mondadori n. 1037, 1968
- 1961 Mossa decisiva (Just Another Sucker) Il Giallo Mondadori n. 674, 1961
- 1962 L'anima al diavolo (I would rather stay poor) Il Giallo Mondadori n. 726, 1962
- 1962 Una bara da Hong Kong (A coffin from Hong Kong) Il Giallo Mondadori n. 734, 1963
- 1963 Assicurazione sulla morte (Tell it to the birds) Il Giallo Mondadori n. 769, 1963
- 1963 Mezzanotte di fuoco (One bright summer morning) Il Giallo Mondadori n. 788, 1964. Universale Economica Feltrinelli n. 1140, 1990 (con il titolo Una splendida mattina d'estate)
- 1965 Missione a Dakar (This is for real) Segretissimo Mondadori n. 101, 1965
- 1966 Chi dice donna... (Cade) Il Giallo Mondadori n. 992, 1968
- 1966 Pechino: cortina di bambù (You have youself a dead) Segretissimo Mondadori n. 161, 1966. I Capolavori di Segretissimo n. 33, 1977.
- 1967 Praga: cortina di tornasole (Have this one on me), Segretissimo Mondadori n. 212, 1967. I Capolavori di Segretissimo n. 50, 1978
- 1968 Undicesimo: non vivere (Believed violent) Segretissimo Mondadori 1968 n. 264, 1968. I Capolavori di Segretissimo n. 65, 1980
- 1968 A colpo sicuro (An ear to the ground) Il Giallo Mondadori n. 1113, 1970
- 1969 Un agente molto speciale (The whiff of money) Segretissimo Mondadori n. 290, 1969
- 1971 Inferno a Paradise City (Want to stay alive?) Il Giallo Mondadori n. 1267, 1973
- 1971 L'asso nella manica (An ace up my sleeve) Il Giallo Mondadori n. 2267, 1992
- 1972 È solo questione di tempo (Just a matter of time) Il Giallo Mondadori n. 1224, 1972
- 1972 Al verde si muore (You're Dead Without Money) Il Giallo Mondadori n. 1374, 1975; con il titolo Cani randagi;
- 1973 Tre anni da leone (Knock, knock! Who's There?) Il Giallo Mondadori n. 1378, 1975
- 1973 Cambia aria, Larry Carr! (Have a change of scene) Il Giallo Mondadori n. 1394, 1975
- 1974 L'occhio invisibile (Goldfish have no hiding place) Il Giallo Mondadori n. 1430, 1976
- 1974 Victoria (So what happens to me?) Il Giallo Mondadori n. 1406, 1976
- 1975 Via con l'uragano (Believe this, you'll believe anything) Il Giallo Mondadori n. 1495, 1977
- 1975 La chiave magica (The Joker in the pack) Il Giallo Mondadori n. 1441, 1976
- 1976 Fammi un piacere, crepa! (Do me a favor – Drop dead) Il Giallo Mondadori n. 1463, 1977
- 1977 Provaci ancora Jack (I hold the four aces) Il Giallo Mondadori n. 1619, 1980
- 1977 Trappola blindata (My laugh come last) Il Giallo Mondadori n. 2619, 1999
- 1977 Un sequestro da 20 milioni di dollari (Consider yourself dead) Il Giallo Mondadori n. 1577, 1979
- 1979 Ma vuoi scherzare? (You must be kidding) Il Giallo Mondadori n. 1666, 1981
- 1980 L'uomo che parlava due volte (You can say that again) Il Giallo Mondadori n. 2552, 1997
- 1980 Delitto ad opera d'arte (Try this one for size) Il Giallo Mondadori n. 1789, 1983
- 1981 Una dose di morte (Hang me a fig - leaf) Il Giallo Mondadori n. 1820, 1981
- 1982 Funerale per due (We'll share a double funeral) Il Giallo Mondadori n. 1882, 1985
- 1982 Un lungo sonno inquieto (Have a nice night) Il Giallo Mondadori n. 1806, 1983
- 1983 Girotondo di morte (Not my thing) Il Romanzo Giallo - Garden Editoriale n. 29, 1987

## Trasposizioni cinematografiche
- No Orchids for Miss Blandish, regia di St. John Legh Clowes (1948) - dal romanzo Niente orchidee per Miss Blandish
- Il covo dei gangsters (Lucky Nick Cain), regia di Joseph M. Newman (1950) - da I'll Get You for This
- L'uomo dall'impermeabile (L'homme à l'imperméable), regia di Julien Duvivier (1957) - da Tiger by the Tail
- La casa di Madame Kora (Méfiez-vous, fillettes!), regia di Yves Allégret (1957) - da Miss Callaghan Comes to Grief
- Delitto sulla Costa Azzurra (Retour de manivelle), regia di Denys de La Patellière (1957) - da There's Always a Price Tag
- La febbre del possesso (Une manche et la belle), regia di Henri Verneuil (1957) - da The Sucker Punch
- Sangue sull'asfalto (Délit de fuite), regia di Bernard Borderie (1959) - da Hit and Run
- Rapina all'alba (Ça n'arrive qu'aux vivants), regia di Tony Saytor (1959) - da The Things Men Do
- Le canaglie (Les canailles), regia di Maurice Labro (1960) - da You FInd Him - I'll Fix Him
- Il mondo nella mia tasca (An einem Freitag um halb zwölf), regia di Alvin Rakoff (1961) - da The World in My Pocket
- Dans la gueule du loup, regia di Jean-Charles Dudrumet (1961) - da Just Another Sucker
- Une blonde comme ça, regia di Jean Jabely (1962) - da Miss Shumway Waves a Wand
- Eva (Eva), regia di Joseph Losey (1962) - dal romanzo omonimo
- Tare ankabout, regia di Mehdi Mirsamadzadeh (1963)
- Pelle d'oca (Chair de poule), regia di Julien Duvivier (1963) - da Come Easy--Go Easy
- Paga o muori (Wartezimmer zum Jenseits), regia di Alfred Vohrer (1964) - da Pay Or Die
- La spia che venne dall'ovest (Voir Venise et crever), regia di André Versini (1964) - da Mission to Venice
- Ein Sarg aus Hongkong, regia di Manfred R. Köhler (1964) - da A Coffin from Hong Kong
- Rapina al sole (Par un beau matin d'été), regia di Jacques Deray (1965) - da One Bright SUmmer Morning
- Trappola per 4 (Lotosblüten für Miss Quon), regia di Jürgen Roland (1967) - da A Lotus for Miss Quon
- La bionda di Pechino (La blonde de Pékin ), regia di Nicolas Gessner (1967) - da You Have Yourself a Deal
- Le Démoniaque, regia di René Gainville (1968) - da Not Safe to Be Free
- La Petite Vertu, regia di Serge Korber (1968) - da But a Short Time to Live
- Trop petit mon ami, regia di Eddy Matalon (1970) - da The Way the Cookie Crumbles
- Grissom Gang (Niente orchidee per Miss Blandish) (Grissom Gang), regia di Robert Aldrich (1971) - da Niente orchidee per miss Blandish
- Pas folle la guêpe, regia di Jean Delannoy (1972) - da Just a Matter of Time
- Kit e l'omicida (Lohngelder für Pittsville), regia di Krzysztof Zanussi (1974) - da I Would Rather Stay Poor
- Un'orchidea rosso sangue (La chair de l'orchidée), regia di Patrice Chéreau (1975) - da The Flesh of the Orchid
- Ace Up My Sleeve, regia di Ivan Passer (1976) - dal romanzo omonimo
- Patto con la morte (Ther's always a price tag) regia e sceneggiatura di Gian Pietro Calasso (1982) TV movie
- Rigged, regia di Claudio M. Cutry (1986) - da Hit and Run
- Assicurazione sulla morte, regia di Carlo Lizzani (1987) - da Tell it to the birds
- Se ti piace... vai... (Try This One for Size), regia di Guy Hamilton (1989) - dal romanzo omonimo
- Presunto violento (Présumé dangereux), regia di Georges Lautner (1990) - da Believed Violent
- Bukhta smerti, regia di Grigori Kokhan e Timofei Levchuk (1991) - da There's a Hippy on the Highway
- Cambiamento d'aria, regia di Gian Pietro Calasso (1991) - da Have a Change of Scene (film tv)
- L'avvoltoio sa attendere, regia di Gian Pietro Calasso (1991) - da The Vulture Is a Patient Bird (film tv)
- Snajper, regia di Andrei Benkendorf (1992) - da Like a Hole in the Head
- Kazino, regia di Samson Samsonov (1992) - da Well Now My Pretty
- Morte a contratto, regia di Gianni Lepre (1993) - da This Way for a Shroud (film tv)
- Requiem per voce e pianoforte, regia di Tomaso Sherman (1993) - da What's Better Than Money (film tv)
- Aar Ya Paar, regia di Ketan Mehta (1994) - da The Sucker Punch
- Inganno mortale (The Set Up), regia di Strathford Hamilton (1995) - da My Laugh Comes Last
- Miss Magic (Rough Magic), regia di Clare Peploe (1995) - da Miss Shumway Waves a Wand
- Palmetto - Un torbido inganno (Palmetto), regia di Volker Schlöndorff (1998) - da Just Another Sucker
- Maharati, regia di Shivam Nair (2008) - da There's Always a Price Tag
- Eva (Eva), regia di Benoît Jacquot (2018) - dal romanzo omonimo